# Arouca (film 1958)
Arouca è un documentario del 1958 diretto da Perdigão Queiroga

## Sinossi
Un disegno, una veloce animazione e i titoli d’apertura  al suono della chitarra spagnola di José Duarte Costa introducono la visione dall’alto e panoramica ottenuta grazie ai rilievi naturali che caratterizzano Arouca. Le inquadrature proseguono isolando particolari, un ponte su un fiume dominato dal luogo religioso della Signora dei Monti, Mafalda del Portogallo.  La voce fuori campo sottolinea l’aspetto bucolico dei luoghi e le immagini sono in sintonia con le parole, mucche che salgono sulle salite naturali delle montagne, uomini e viandanti. Segue il paese, pietroso e povero, ma subito arricchito da una moltitudine di capre che corrono curate in allegra energia da una bambina alta più o meno come loro e da sua madre.  Una terra antica degna di un museo, dice la voce fuori campo, la danza che rende la vita più leggera eseguita dal gruppo folcloristico locale presente in competizioni folcloristiche nazionali. Con le immagini del Monastero di Arouca dall’architettura in stile italico e contenente una ricca collezione barocca, si passa al mondo dell'arte. Allo stesso monastero nel 1978 il regista regista dedicherà un documentario specifico, Vamos ao museu. Seguono immagini di vita e di lavoro animate dalla fede del popolo.

## Contestualizzazione
Un documentario patrocinato dalla camera municipale di Arouca  e le sue frazioni, la voce fuori campo è di Fernado Pessa, che ritroveremo in Póvoa de Varzim. Stesso obiettivo, quello della promozione turistica. Il breve documentario è prodotto in anni caratterizzati, in Portogallo, «da un forte isolamento politico e culturale», nel «momento di maggior sviluppo per il genere della commedia lisboeta», anni in cui Perdigão Queiroga si dedica al documentario o al cortometraggio, generi che lo vedevano particolarmente esperto dopo l'esperienza negli Stati Uniti.